# ثلاثيات منقرع

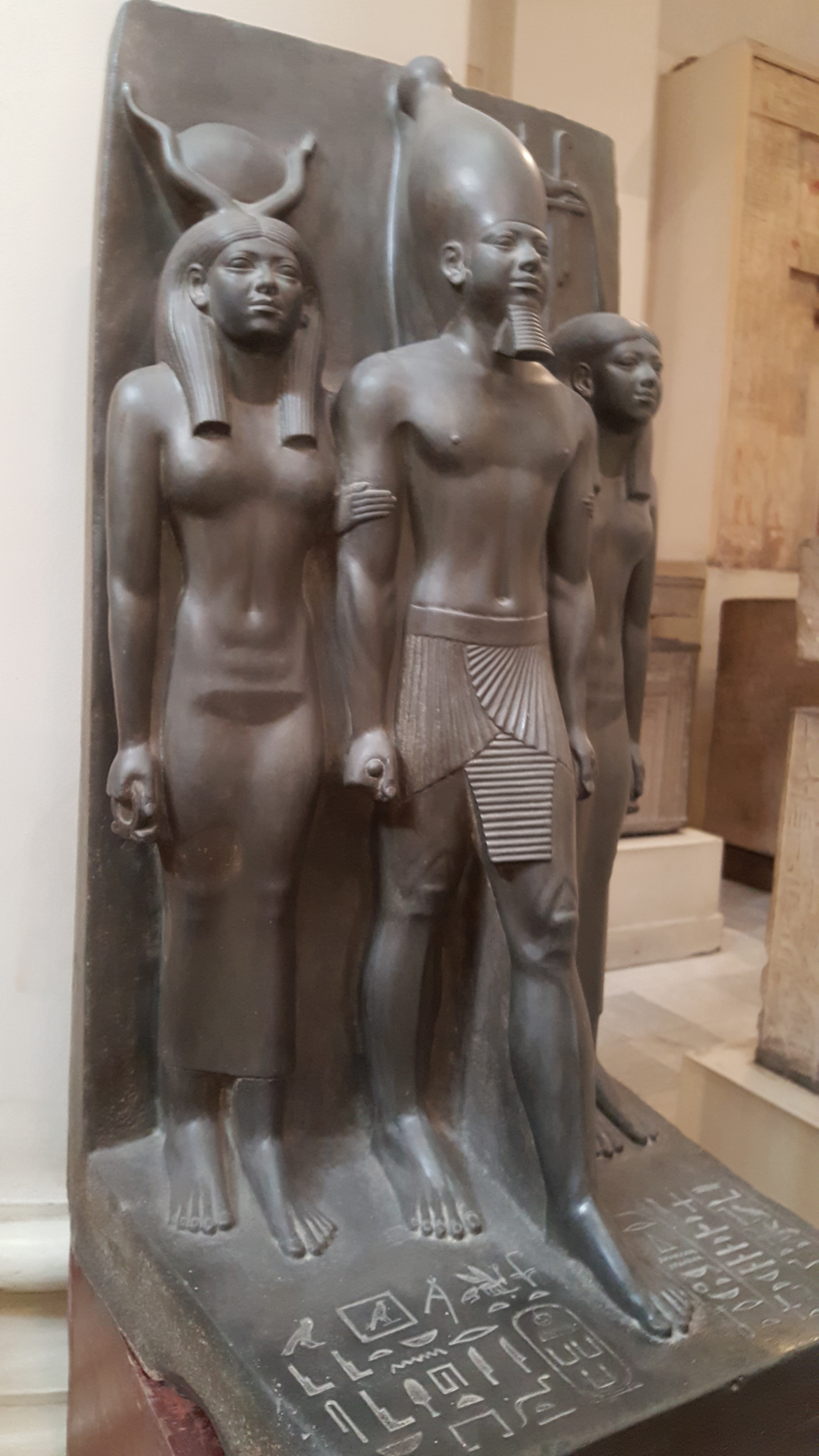
ثالوث منقرع في المتحف المصري بالقاهرة

ثلاثيات منقرع هي مجموعة منحوتات مصرية قديمة عالية الدقة من الجرواق (نوع من الحجر الرملي)، تمثل الملك المصري منقرع من الأسرة المصرية الرابعة، عصر المملكة المصرية القديمة، يقف محاطًا بشخصيتين. وهم خمسة منحوتات ويضاف إليهم منحوتة للملك بصحبة زوجته، اكتشفوا جميعا في نفس المكان.

## الاكتشاف والتاريخ

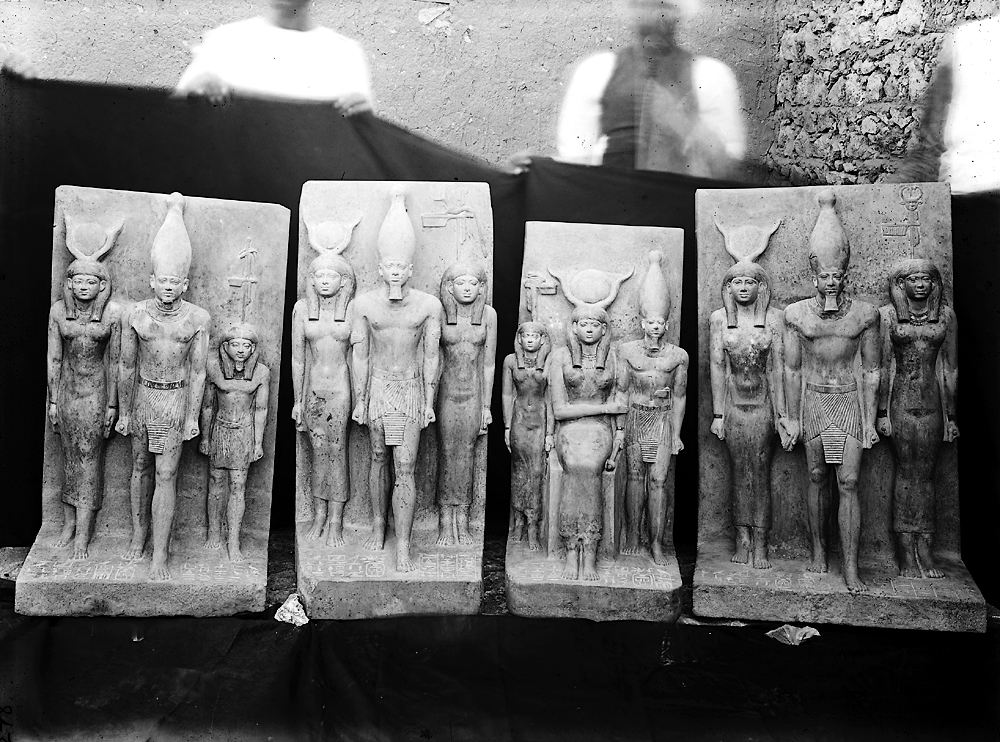
كانت الثلاثيات الأربعة سليمة في عام 1908 عندما تم اكتشافها. تصوير جورج أندرو ريزنر.

تم اكتشاف مجموعات المنحوتات، المسماة بالثلاثيات، خلال حملات التنقيب 1908-1910 التي أجراها عالم الآثار الأمريكي جورج أندرو ريزنر في جامعة هارفارد ومتحف الفنون الجميلة في بوسطن في موقع معبد الوادي الجنائزي المخصص لمنقرع بالجيزة، أسفل هرم منقرع. خلال هذه الحملة، اكتشف ريزنر أربعة ثلاثيات محفوظة جيدًا لمنقرع ممثلة في كل مرة بشكل مختلف ولكن من نفس الصنعة والخامس في حالة سيئة، ثم في عام 1910 مجموعة تماثيل أخيرة، ثنائية الملك بصحبة زوجته، جميع هذه التماثيل تقريبًا في حالة حفظ رائعة وهي من بين أعظم روائع منحوتات الدولة القديمة التي وصلت إلينا. كما تم اكتشاف أجزاء من الثالوث الخامس، كما يعتقد علماء الآثار، من خلال إقران الملك بكل مطاردة مفضلة للإلهة حتحور وبالإشارة إلى مصليات المعبد الثمانية، يمكن أن تكون الثلاثيات في الأصل في عددهم ثمانية. وفقًا لفرضية عالمة المصريات ويندي وود، يمكن أن يكونوا 42، أي واحد لكل مقاطعة في مصر.
تم حفظ ثلاثة من الثلاثيات الأربعة السليمة في المتحف المصري بالقاهرة. الرابع والثاني، كما هو الحال، وكذلك الثلاثي المجزأ معروض في متحف الفنون الجميلة في بوسطن.

## وصف
يبلغ ارتفاع الثلاثيات ما بين 85 و 95 سم وعرضها بين 43 و 50 سم. تم تشكيلهم جميعًا على نفس النموذج مع بعض الاختلافات: الملك في الوسط، مرتديًا التاج الأبيض لمصر العليا، وعلى يمينه الإلهة حتحور، ولكن بالنسبة لإحدى المجموعات، مجموعة بوسطن، فهي الإلهة الجالسة من في المركز. يمكن التعرف على حتحور من خلال قرون البقرة المحيطة بالقرص الشمسي الذي يرتديه الرأس. على يسار منقرع، أصغر قليلاً في الحجم، اسم منطقة من المملكة يجسدها امرأة أو رجل بدون أي صفة معينة، فقط هيروغليفية مصرية كبيرة محفورة فوق رأسه تحددها. يتقدم الملك قليلاً إلى الأمام ولكنه يظل، مثل الشخصيتين الأخريين، منخرطًا في الجزء الخلفي من المنحوتة. مع الإلهة حتحور، يتقدم برجله اليسرى، بينما يظل الثالث أحيانًا مع رجليه معًا. توجد صيغ هيروغليفية مصرية محفورة على القاعدة المسطحة، والجزء الخلفي من المنحوتة أملس.

## المعنى الأيقوني
ويرافق الملك في كل مرة الإلهة حتحور، إلهة السماء والحياة والحب، ممثلة وقوفًا أو جالسًا، وإله ثالثًا يجسد مقاطعات البلاد بما في ذلك طيبة، وهيرموبوليس ماجنا، وأبيدوس، سينوبوليس، وما إلى ذلك. لا يمكن تحديد مقاطعة المنحوتة الخامسة بسبب الحالة المجزأة للمنحوتة. يظهر منقرع في وضع الوقوف، مزينًا بغطاء مئزر. رياضي وشاب إلى الأبد، يتبنى موقف المشي الذي تحميه أو تشجعه لفتة الإلهة حتحور. في السياق الجنائزي، تعتبر المنحوتات مثالاً على التشجيع على قيامة الملك.

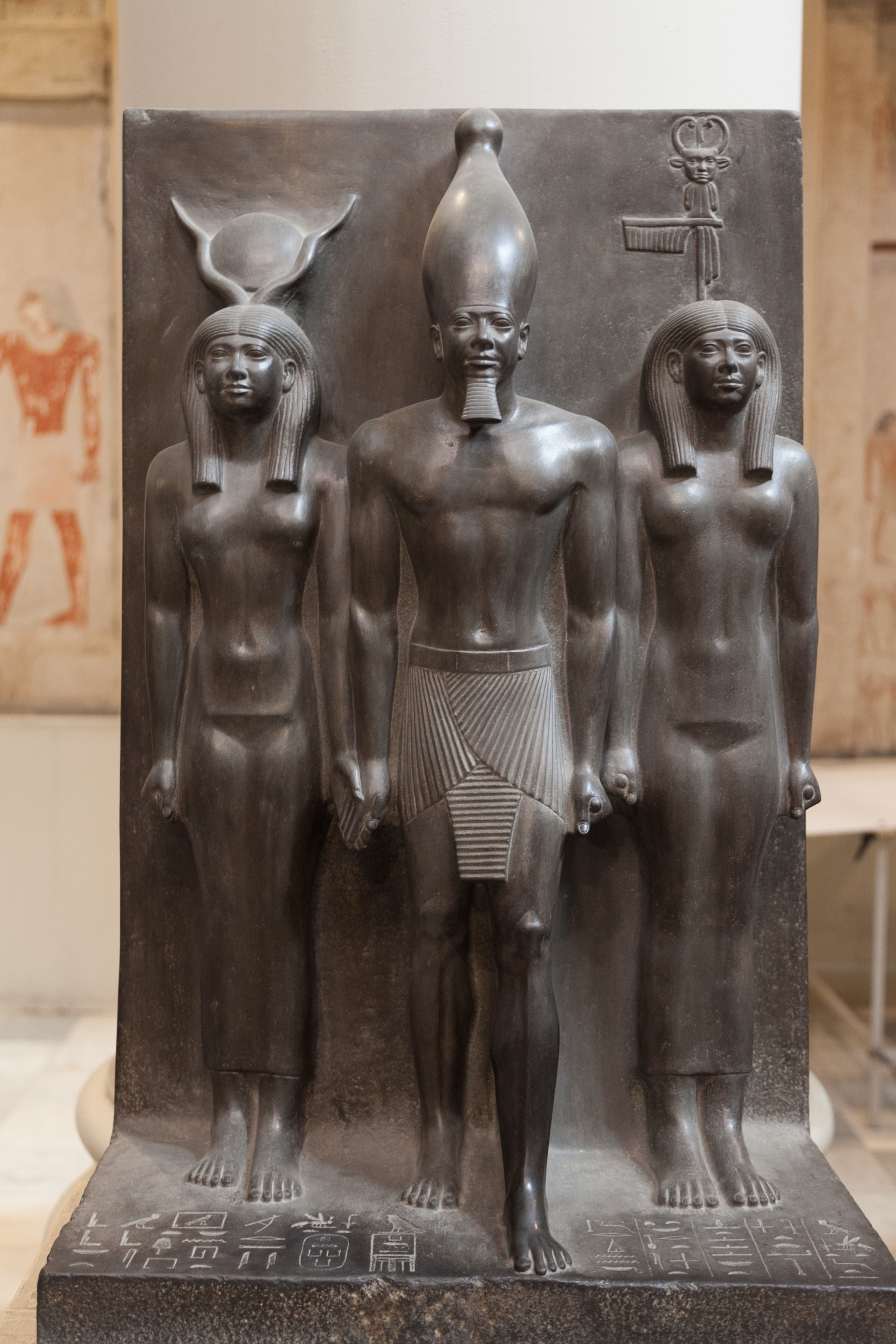
ثالوث من مقاطعة ديوسبوليس بارفا، المقاطعة السابعة، مقاطعة بات، 95.5 × 48 سم المتحف المصري بالقاهرة JE 46499.
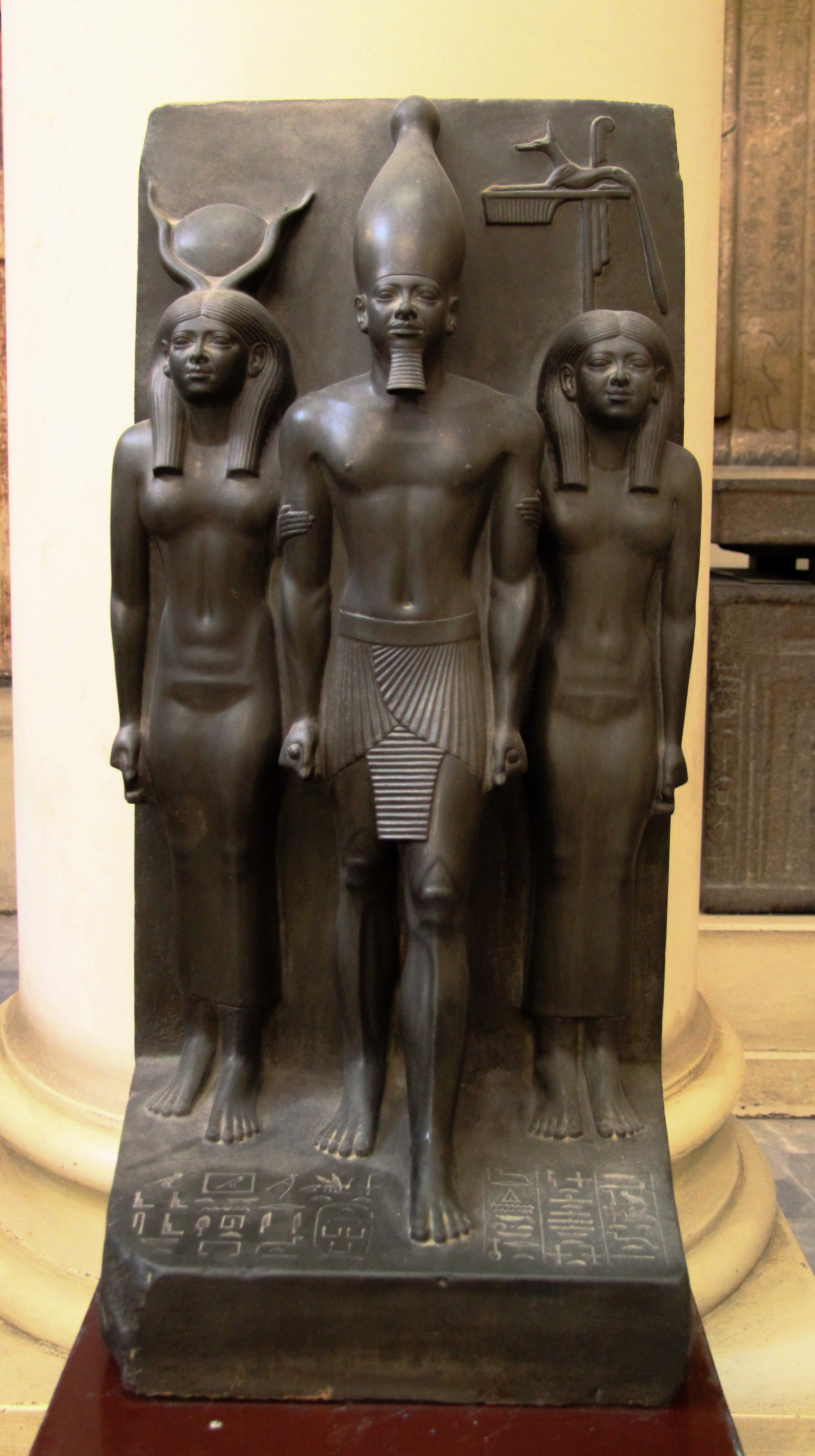
ثالوث المقاطعة السابعة عشر، سينوبوليس، مقاطعة ابن آوى. شخصية المقاطعة تمر بذراعه خلف ظهر الملك. 92.5 × 43 سم. متحف القاهرة JE 40679
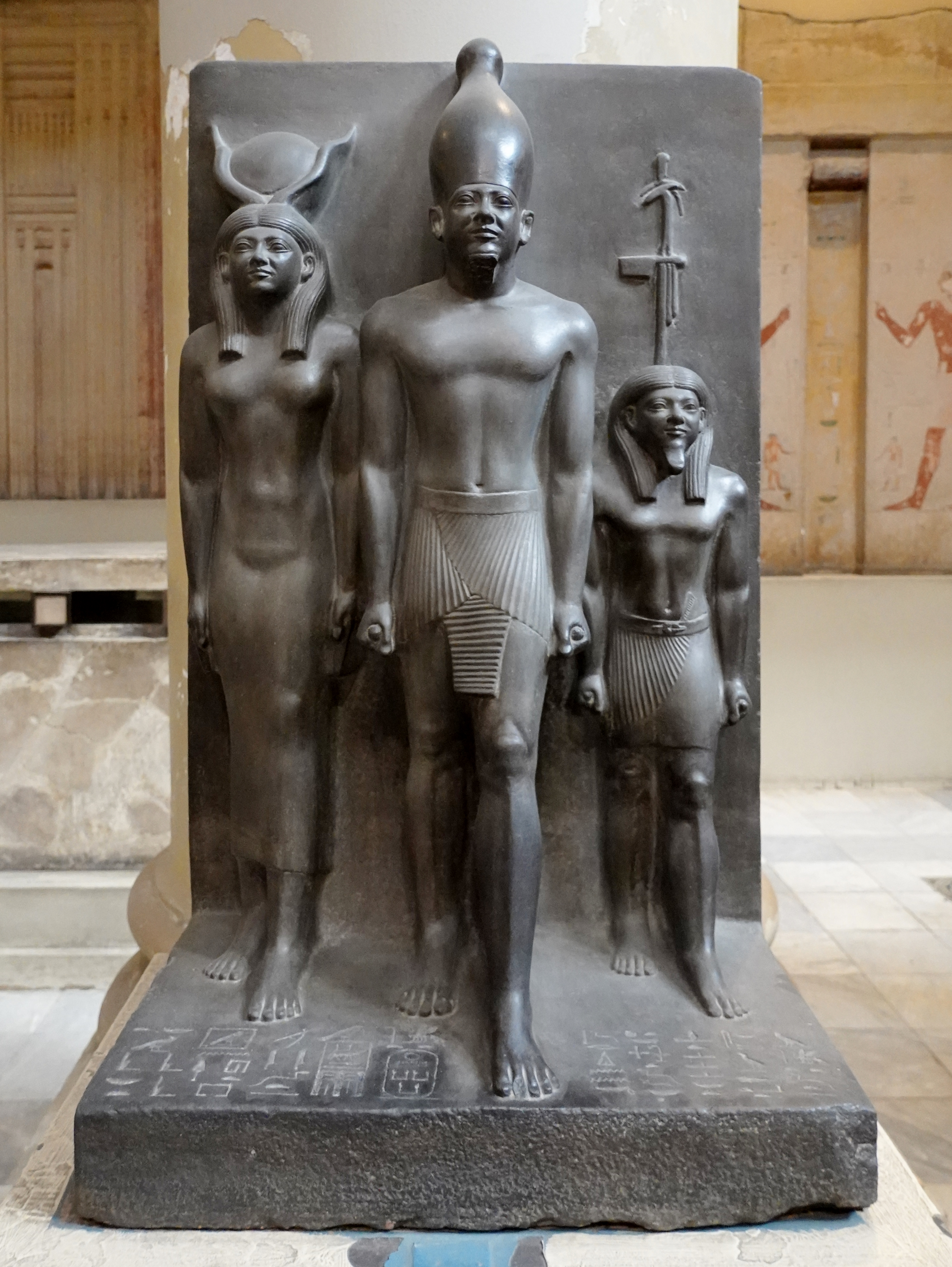
ثالوث من المقاطعة الرابعة من مصر العليا، طيبة، مقاطعة الصولجان. شخصية المقاطعة هو رجل صغير جدا. 93 × 47 سم. متحف القاهرة JE 40678
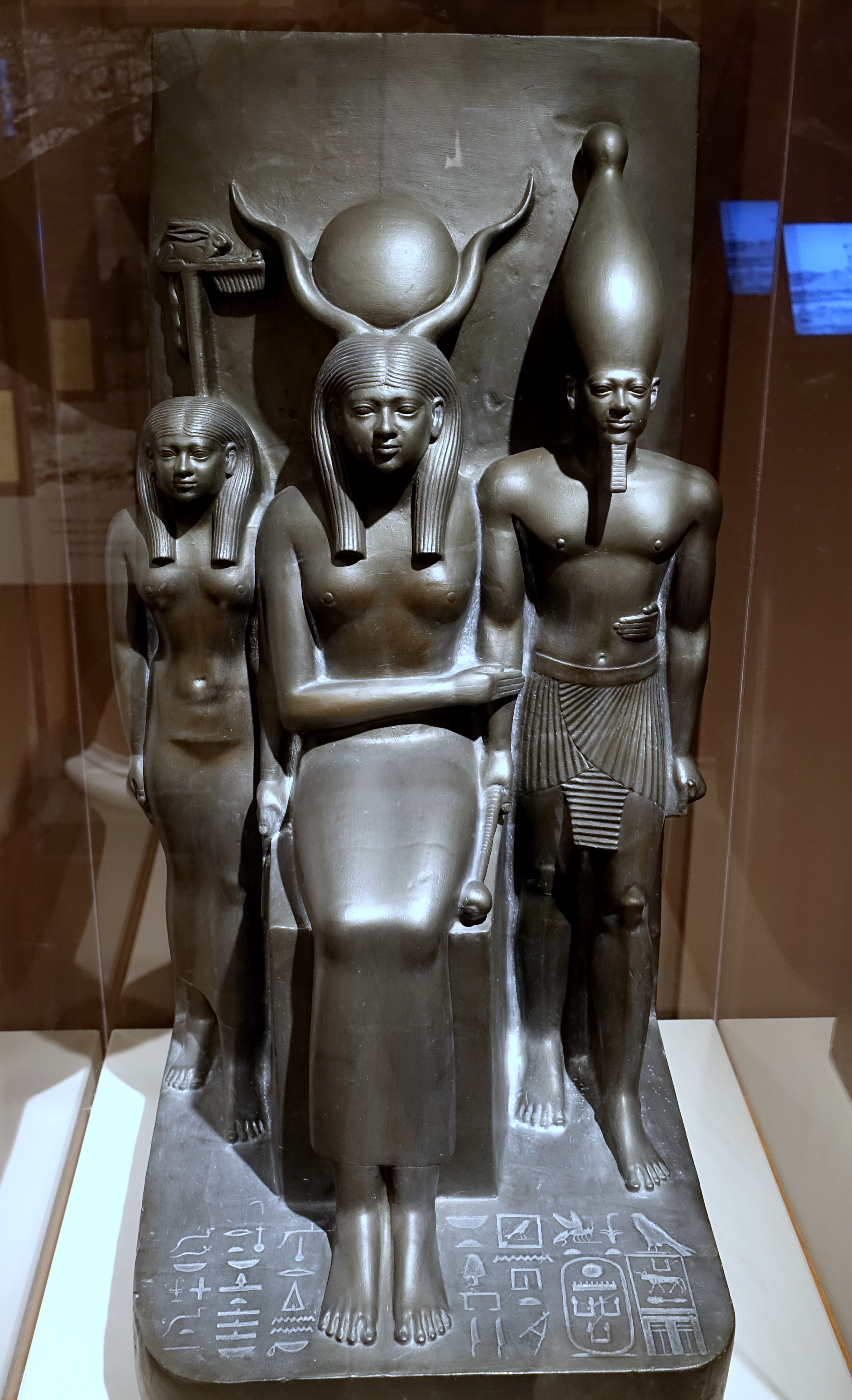
ثالوث مع حتحور جالسة في الوسط، المقاطعة الخامسة عشر، هيرموبوليس ماجنا، مقاطعة ونو، 84.5 × 43.5 سم. متحف الفنون الجميلة في بوسطن MFA 09.200.
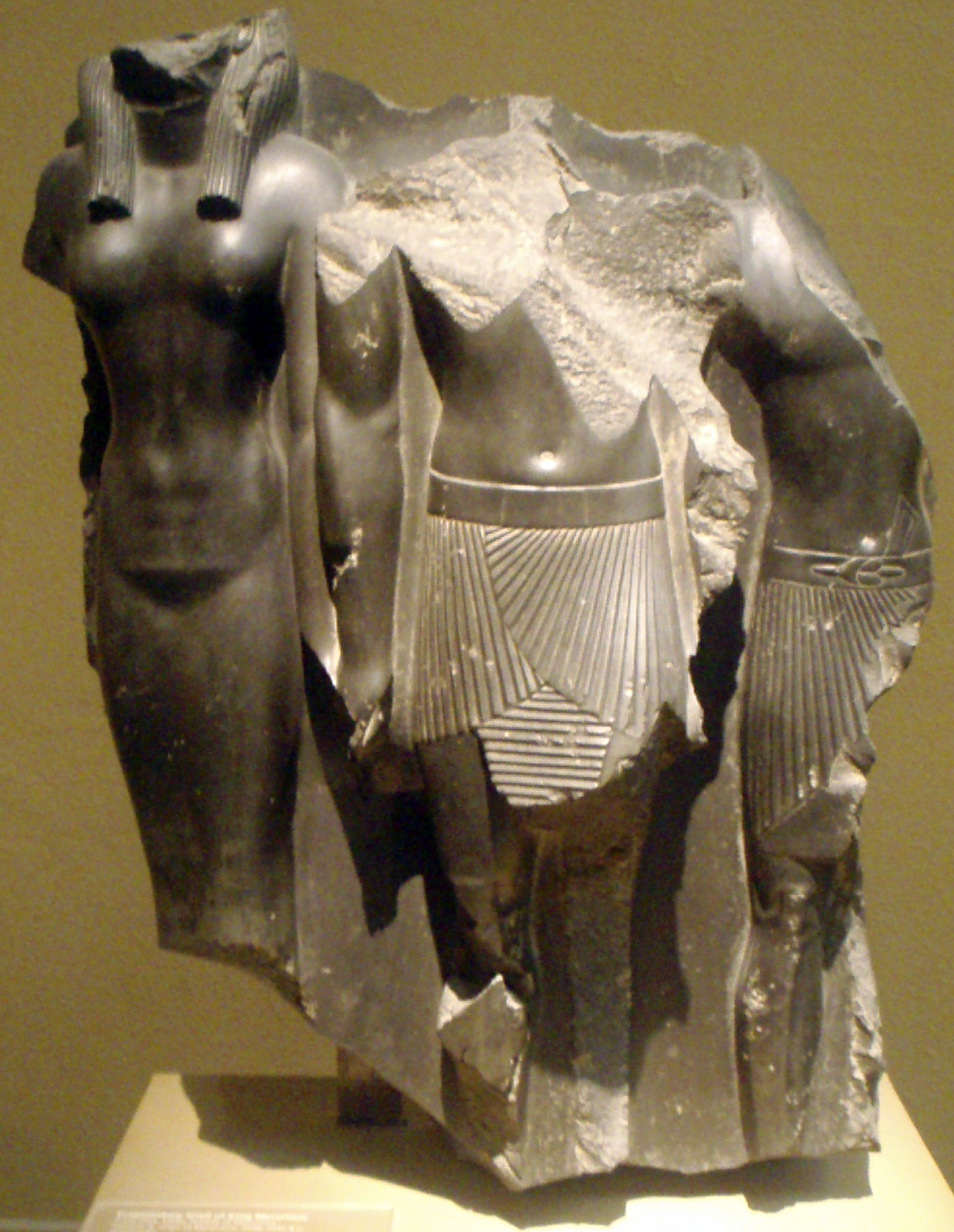
ثالوث غير مكتمل. متحف الفنون الجميلة في بوسطن، MFA 11.3.47.
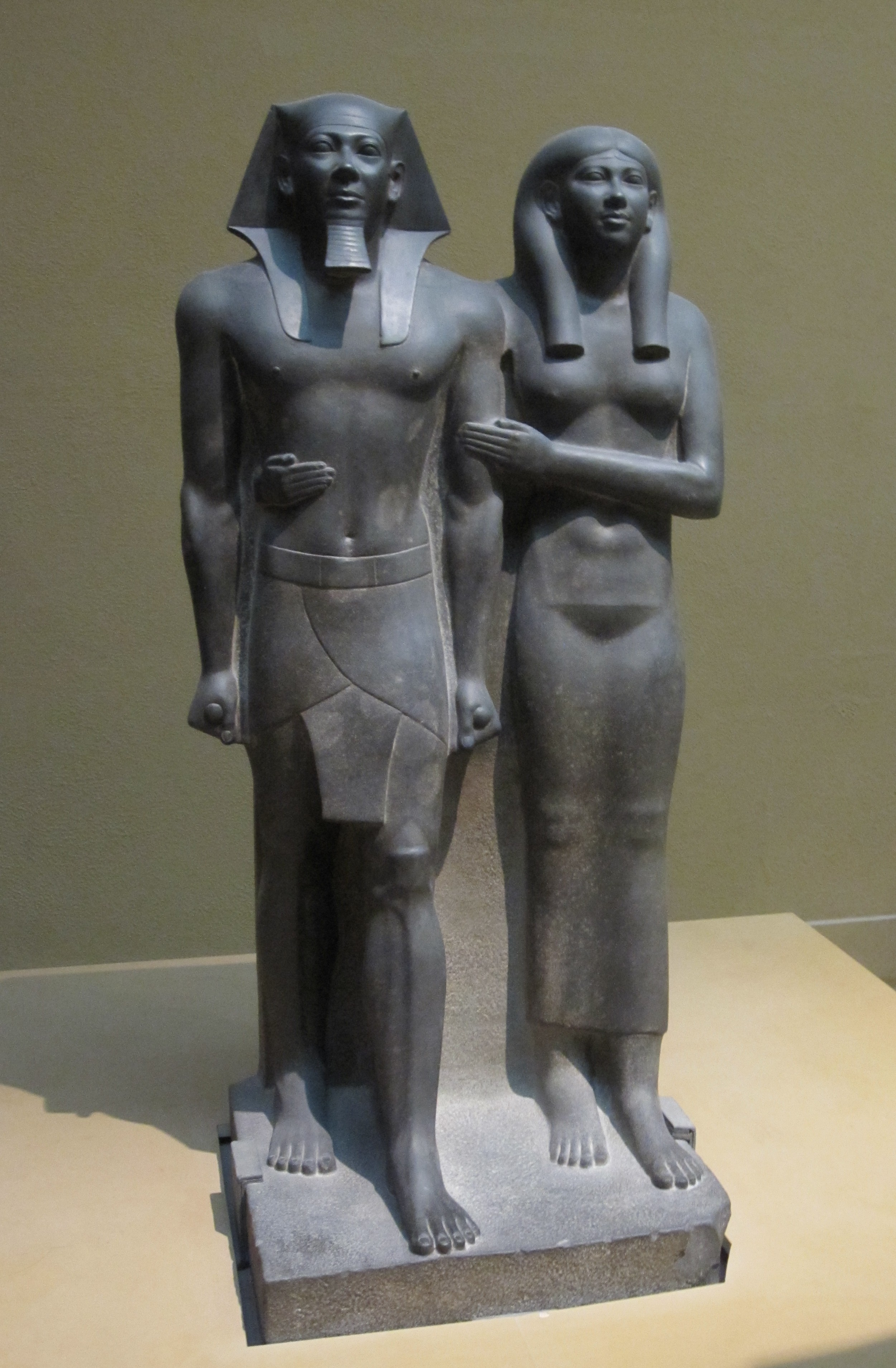
منقرع وزوجته، يبلغ ارتفاع المجموعة ضعف ارتفاع الثلاثيات. 53.3 × 180 سم. متحف الفنون الجميلة في بوسطن.